# Briques magiques dans l'Égypte antique
Les briques magiques participent au rituel de la protection de la tombe dans l'Égypte antique. On en trouve la trace du règne de Thoutmôsis III à celui de Nectanébo Ier.
De manière générale, les briques destinées à des particuliers portent une inscription en hiératique, le plus souvent incisée ; les exemplaires royaux, ceux de la famille royale ou de personnes proches du pouvoir sont majoritairement inscrits en hiéroglyphes fréquemment tracés à l'encre. Les briques de particuliers ont généralement des dimensions inférieures à celles des rois.
Le chapitre 151 du livre des morts préconise de placer quatre briques d'argile crue inscrites de formules protectrices et ornées d'amulettes selon les quatre points cardinaux, dans quatre niches ménagées dans les parois du tombeau.